# Mensch-Computer-Interaktion
Mensch-Computer-Interaktion (häufig als HCI abgekürzt von englisch Human-Computer Interaction) erforscht das Design und die Anwendung von Computer-Technologien an der Schnittstelle zwischen Menschen (Anwendern) und Computern. Forscher auf dem Gebiet der Mensch-Computer-Interaktion beschäftigen sich mit der Art und Weise, wie Menschen mit Computern und deren Benutzeroberflächen und Bedienelementen umgehen. Dabei werden neben Erkenntnissen der Informatik auch solche aus der Psychologie (vor allem der Medienpsychologie), der Informationswissenschaft, der Arbeitswissenschaft, der Kognitionswissenschaft, der Ergonomie, der Soziologie und dem Design herangezogen.

## Grundlegendes

### Einordnung der Mensch-Computer-Interaktion
Ein zur Mensch-Computer-Interaktion übergeordnetes Gebiet ist die Mensch-Maschine-Interaktion (oder Mensch-Maschine-Kommunikation), die sich mit ähnlichen Fragestellungen beschäftigt, aber den Interaktionspartner des Menschen zur Maschine verallgemeinert. In jedem Fall wird das Gesamtsystem von Mensch, Schnittstelle und dahinterliegendem technischen System zu einem Mensch-Maschine-System.
Durch den Einzug von Computertechnik in den Alltag, Ubiquitous computing, verschmelzen Maschine und Computer bzw. gibt es zusehends keine modernen Maschinen mehr, die nicht auch Computertechnik einsetzen. Eine klare Trennung der Begriffe Mensch-Maschine-Interaktion und Mensch-Computer-Interaktion ist daher oft nicht mehr möglich.

### Interdisziplinärer Charakter der Mensch-Computer-Interaktion im wissenschaftlichen Bereich
Als Forschungsgebiet befindet sich die Mensch-Computer-Interaktion an der Schnittstelle von Informatik, Verhaltenswissenschaften, Design, Medienwissenschaften und mehreren anderen Studienrichtungen. Der Begriff wurde von Stuart K. Card, Allen Newell und Thomas P. Moran in ihrem Buch von 1983, The Psychology of Human-Computer Interaction, popularisiert, obwohl die Autoren den Begriff zuerst 1980 verwendeten. Die erste bekannte Verwendung war Im Jahre 1975. Der Begriff bedeutet, dass, im Gegensatz zu anderen Tools mit nur begrenzten Verwendungen (wie ein Hammer, nützlich für das Einschlagen von Nägeln, aber nicht viel anderes), ein Computer viele Verwendungen hat und dies als ein offener Dialog zwischen dem Benutzer und dem Computer stattfindet. Der Begriff des Dialogs erkennt die Mensch-Computer-Interaktion zur Mensch-zu-Mensch-Interaktion, eine Analogie, die entscheidend für theoretische Überlegungen in diesem Bereich ist.

## Konferenzen
Die wichtigste internationale Konferenzserie auf dem Gebiet der Mensch-Computer-Interaktion ist die Association for Computing Machinery (ACM) Konferenz Human Factors in Computing Systems (CHI). Sie wird von der Special Interest Group on Computer-Human Interaction, einer Themengruppe der ACM organisiert. Daneben gibt eine Vielzahl von internationalen Konferenzen zur Mensch-Computer Interaktion, oft mit Schwerpunkten, unter anderem:
- ACM UIST: Symposium on User Interface Software and Technology; Fokus auf innovative Benutzerschnittstellen und deren Evaluation
- ACM MobileHCI: Fokus auf Interaktion mit mobilen Endgeräten
- ACM TEI: Tangible, Embedded and Embodied Interaction; Fokus auf physische und am Körper tragbare Interaktionsformate
- ACM DIS – Designing Interactive Systems; Fokus auf erfahrbare Prototypen und Einbeziehung künstlerischer Arbeiten
- ACM CSCW: Computer Supported Cooperative Work; Fokus auf computerunterstützte Zusammenarbeit

Die nationale Tagung zum Thema Mensch-Computer Interaktion Mensch und Computer wird vom Fachbereich „Mensch-Computer-Interaktion“ der Gesellschaft für Informatik seit 2001 jährlich organisiert.

## Studienfach
Mensch-Computer-Interaktion als Studienfach ist stark interdisziplinär und zumeist interfakultär ausgerichtet. Das Studium verbindet theoretische Grundlagen aus der Informatik und Psychologie mit anwendungsorientierten Themen aus den Bereichen Softwareentwicklung, Informationssysteme und Gestaltungswissenschaften. In Deutschland kann Mensch-Computer-Interaktion als Bachelorstudium, aber auch als vertiefendes Masterstudium absolviert werden.

## Forschungseinrichtungen
- Forschungsgruppe Human-Computer Interaction und Visual Analytics (VIS)[5], Hochschule Darmstadt

- Human-Computer Interaction Center der RWTH Aachen (HCIC)[6], RWTH Aachen
- Kernbereich „Human-Centered Computing“ mit Schwerpunkt Mensch-Computer-Interaktion (MCI)[7], Universität Hamburg